# Csíki András (költő)
Csíki András (Nyárádszereda, 1980. november 27. –) erdélyi származású költő. 

## Életútja
Magyar, unitárius családban született, édesanyja gyógyszerészasszisztens, édesapja tanár. 1988-ban költöztek Magyarországra. Iskoláit Nyárádgálfalván kezdte, majd az áttelepedést követően Biharnagybajomban, később a debreceni Hunyadi János Általános Iskolában folytatta. A Debreceni Fazekas Mihály Gimnáziumban érettségizett 1999-ben, majd a Debreceni Egyetemen szerzett közgazdász (2004) és újságírói (2012) diplomát.

## Munkássága
Középiskolás korától ír verseket, amelyek 2009-től jelennek meg rendszeresen magyarországi és határon túli magyar irodalmi folyóiratokban (kolozsvári Helikon, Hitel, Magyar Napló, Sikoly). Műveire elsősorban Kányádi Sándor, Áprily Lajos, Faludy György, Kós Károly és Farkas Árpád van hatással.
Internetes honlapot szerkeszt a verseihez kapcsolódóan, és együtt dolgozik több zenei formációval is a versek megzenésítésén.
2010 óta vezeti az Erdélyt Járók Közhasznú Egyesületet.
Rendszeres vendége az Alföld Televízió Press-Szó című „újságíró kávézójának”, ahol a legfontosabb híreket vitatják meg Debrecen vezető médiaszakembereivel.
2011-től szerkeszti a Tisztás című internetes folyóiratot, amely az EJKE hírleveleként jelenik meg negyedévente.

### Kötetei
- Aposztróf. Versek; Littera Nova, Bp., 2012 (Prima verba könyvek)
- Ki talál ki? Erdélyi dallam. Versek; Romanika, Bp., 2017 (Irodalmi építőkövek sorozat)
- A babonás kéményseprő. Versek gyerekeknek, V. Szabó Ildikó festményeivel; Romanika, Bp., 2017 (Irodalmi építőkövek sorozat)

Az Aposztróf kötetének előszavát Balázs Tibor jegyzi, aki így ír a költőről: 
„Minden belül van verseiben, a gondolat, a lendület, az erő, Isten, a nekifeszülés, de még maga a kiszabadulás is – minden belülről feszíti, belülről teremti meg őt. Sodró immanens erők éltetik a transzszilvanizmust, mint túlélési stratégiát. Bizonyos retorikai módozatok, bizonyos túlretorizáltság révén valósul meg mindez Csíkinél, templomi hangon olykor, »a befalazott szószék« Farkas Árpád-i hangján máskor.” 

### Érdekesség
Az Országos Diákolimpia győztese labdarúgásban, a Hunyadi János Általános Iskola korosztályos csapatával (1994).

## Családja
Felesége Renáta, jogász. Három gyermekükkel van – Sára (2009), Áron (2013) és Andris (2015) – jelenleg Debrecenben élnek.